# Pierre Charles Silvestre de Villeneuve
Pierre-Charles-Jean-Baptiste-Silvestre de Villeneuve (Valensole, 31 de diciembre de 1763-Rennes, 22 de abril de 1806) fue un vicealmirante de la flota francesa durante las guerras napoleónicas. Villeneuve mandó la flota franco-española derrotada por Nelson en la batalla de Trafalgar.

## Biografía

### Ingreso y ascensión en la Armada
Ingresó en la marina francesa en 1778 a la temprana edad de 15 años, gracias a la ayuda que significaba su origen aristocrático en la Francia de Luis XVI. Durante esta etapa de su carrera alcanzó el rango de teniente de navío.
Tras la Revolución francesa, Villeneuve se exilió al igual que muchos militares de situación similar a la suya. Sin embargo, la necesidad de oficiales experimentados para las Guerras Revolucionarias Francesas ofreció la posibilidad de volver a muchos que habían servido a la monarquía. Villeneuve regresó a su carrera naval al servicio de Francia, eliminando de su apellido el aristocrático «de».
Se ha especulado con la posibilidad de que en realidad Villeneuve simpatizase con los ideales revolucionarios, aunque no existe ninguna prueba en este sentido, y probablemente su reincorporación a la armada se debió tan solo a un sentido práctico para conservar su trayectoria profesional. En la nueva armada, Villeneuve hizo su círculo de relaciones con marinos de pasado similar, como Denis Decrès, futuro Ministro de Marina, cuya amistad le sería muy útil.

### Combate de Abukir
Durante la batalla del Nilo en 1798, fue el comandante de la retaguardia francesa. Su buque, Guilleaume Tell fue uno de los dos barcos franceses que escaparon de la derrota. Fue capturado poco después cuando los ingleses conquistaron la isla de Malta, pero fue liberado con prontitud. Se le criticó no haberse enfrentado a los ingleses en el Nilo, pero Napoleón le consideraba un hombre con suerte, y su carrera no se vio afectada por ello.

### Plan napoleónico de invasión de Inglaterra

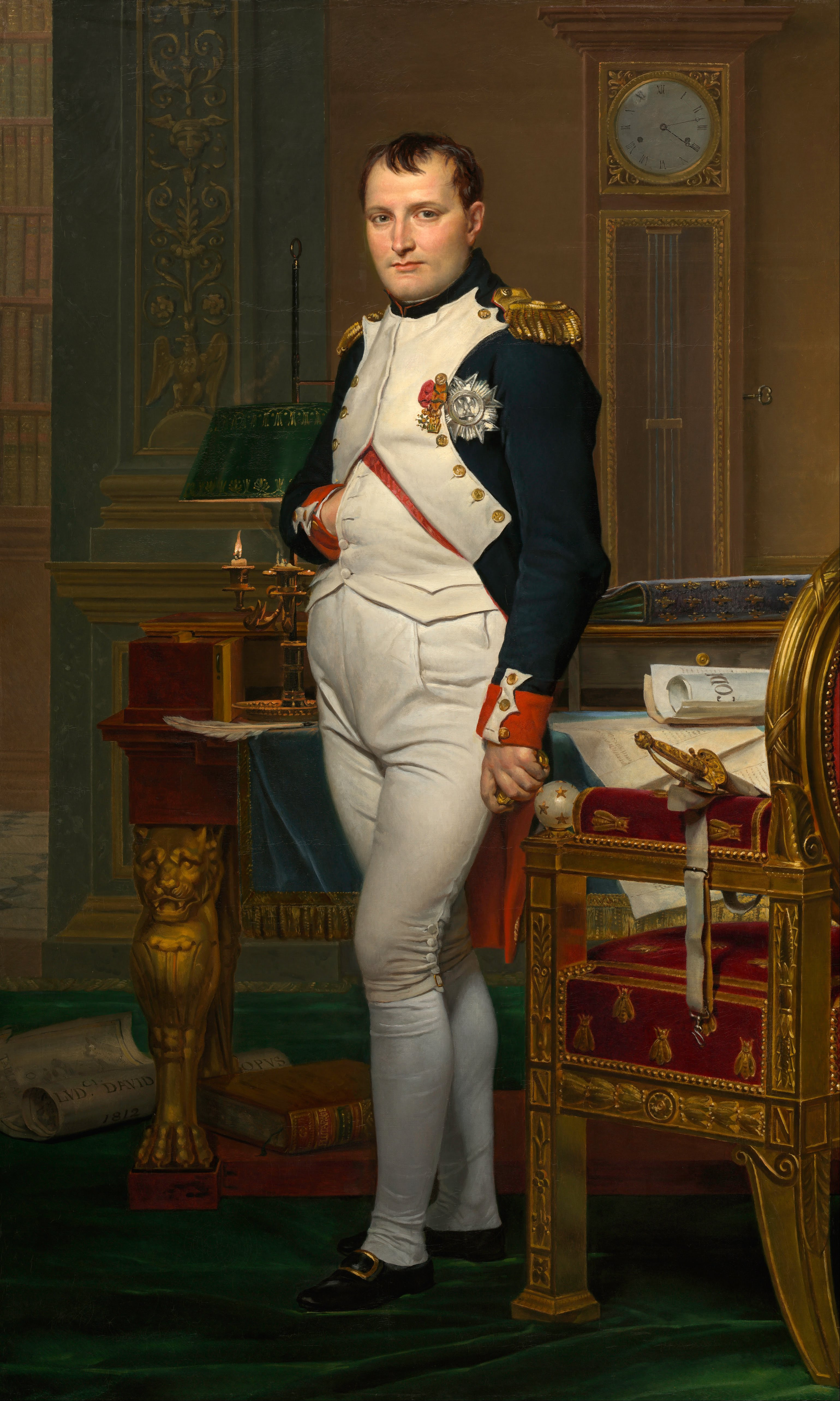
Napoleón ideó un plan de invasión de Gran Bretaña cuya responsabilidad logística recayó directamente en Villeneuve.

En 1804 luego de la muerte de su Almirante y Maestro Louis-René Levassor de Latouche Tréville, Napoleón ordenó a Villeneuve, ahora vicealmirante y con base en Tolón, escapar del bloqueo británico, batir a la flota inglesa en el canal de la Mancha y apoyar los preparativos para la invasión de Inglaterra. Para despistar las defensas británicas, Villeneuve navegó hasta las Indias Occidentales, donde se había planeado el encuentro con la flota española y con la flota francesa procedente de Brest, atacar las posesiones británicas en el Caribe, volver cruzando el Atlántico para destruir las patrullas del canal de la Mancha y escoltar a la Armée d'Angleterre desde sus campamentos en Boulogne hacia la victoria en Inglaterra.
Tras una expedición abortada en enero, Villeneuve dejó finalmente Tolón el 29 de marzo de 1805 con once navíos de línea. Pudo evadir el bloqueo de Horatio Nelson, atravesar el estrecho de Gibraltar el 8 de abril y cruzar el Atlántico perseguido por la flota de Nelson, que se vio retrasado un mes por los vientos desfavorables. Una vez en las Indias Occidentales, Villeneuve esperó durante un mes en Martinica, pero la flota del almirante Ganteaume, atracada en Brest, no llegó. Villeneuve se veía presionado por los oficiales franceses para que comenzara a atacar las posesiones británicas del Caribe, aunque únicamente acometió alguna acción menor. El 11 de junio, sabedor de que Nelson ya había llegado a Antigua, partió hacia Europa, perseguido de nuevo por Nelson.
El 22 de julio, ahora con veinte navíos de línea y siete fragatas, se enfrentó a la flota inglesa en la batalla del Cabo Finisterre, tras la cual atracó en La Coruña el 1 de agosto. Allí recibió órdenes de Napoleón de dirigirse a Boulogne y Brest, tal como estaba planeado, pero en cambio Villeneuve se dirigió hacia Cádiz, frustrando la invasión de Inglaterra y provocando un considerable enfado a Napoleón.

### Batalla de Trafalgar
La flota franco-española se vio bloqueada en Cádiz por Nelson, y en septiembre Napoleón ordenó a Villeneuve navegar a Nápoles para despejar el Mediterráneo del hostigamiento de los buques ingleses, pero tampoco obedeció esta orden, permaneciendo en puerto. A mediados de octubre, conociendo las intenciones de Napoleón de sustituirle y enviarle a París para pedirle cuentas por sus acciones, se adelantó a la llegada de su reemplazo y partió de Cádiz con la flota combinada el 18 de octubre. El total de 33 buques se encontró entonces con la flota de Nelson cerca del cabo de Trafalgar, y el 21 de octubre tuvo lugar el mayor combate naval de las guerras Napoleónicas: la batalla de Trafalgar, donde la flota Franco-española, superando en número al inglés fue definitiva y abrumadoramente derrotada por la superioridad técnica y táctica de la Armada Real británica. Villeneuve y su buque insignia, el Bucentaure, fueron capturados por los ingleses junto con otros muchos buques españoles y franceses.

### Muerte
Villeneuve fue enviado a Inglaterra, pero fue puesto en libertad bajo palabra. Volvió a Francia en 1806. A pesar del riesgo que podía suponerle, emprendió el viaje hacia París para intentar aclarar su situación ante Napoleón. Realizó un alto en Rennes, desde donde escribió una carta al ministro de Marina con su versión de los hechos, en la que intentaba justificarse y pedía, además, oportunidad de explicarse personalmente ante el emperador.
El 22 de abril de 1806 se le encontró muerto en su habitación del humilde hotel en que se alojaba en Rennes. Según la versión de la policía francesa, se suicidó apuñalándose en el pecho seis veces. No obstante, hay otras posibles soluciones a este desenlace, tales como el asesinato por parte de agentes del régimen napoleónico. La autopsia posterior certificó que las cuatro puñaladas en el hemitórax derecho y dos en el cuello, había sido asestadas con una fuerza similar, lo que descarta la teoría del suicidio.
Fue enterrado sin ceremonia oficial alguna, desconociéndose el paradero de su tumba.

## Villeneuve en la Historia

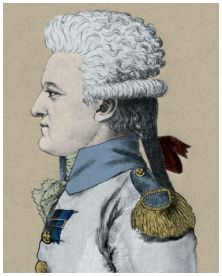
Retrato de Villeneuve.

Villeneuve ha sido criticado y vilipendiado por todo análisis posterior de los hechos. Es casi unánime la opinión negativa que de él tienen los historiadores, que no trataron nunca bien su figura:

Su decisión de dejar Cádiz y presentar batalla en octubre de 1805, que condujo directamente a la batalla de Trafalgar, no puede ser justificada bajo sus propios principios. Su derrota era inevitable, y sólo se puede explicar por el hecho de que conocía por parte del Ministerio de la Guerra su inminente destitución, y sufrió un repentino ataque de orgullo herido.
Enciclopedia Britannica

Villeneuve no tiene la suficiente fuerza de carácter para comandar ni una fragata. Le falta determinación y no tiene coraje moral.
Napoleón dirigiéndose a su ministro Decrès.